# Motufoua Secondary School
Motufoua Secondary School ist eine Internatsschule für Kinder auf dem Vaitupu-Atoll im Inselstaat Tuvalu und die größte High School des Landes.
Sie wurde 1905 von der London Missionary Society (LMS) gegründet und bietet heute Platz für ca. 550 Schüler.

## Geschichte

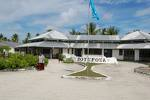
Motufoua Secondary School office

Die London Missionary Society (LMS) gründete 1905 eine Primary School in Motufoua auf Vaitupu um es zu ermöglichen, dass junge Männer für ihre Aufnahme in das Seminar der LMS in Samoa vorbereitet werden konnten. Aus diesen Anfängen entwickelte sich die Motufoua Secondary School.
Später wurde die Arbeit der LMS von der Ekalesia Kelisiano Tuvalu (Church of Tuvalu) übernommen. Von 1905 bis 1963 nahm Motufoua nur Schüler von anderen Schulen der Church of Tuvalu auf. 1963 begannen die Church of Tuvalu und die Verwaltung der Kolonie Gilbert- und Elliceinseln zu kooperieren. Seitdem werden auch Schüler aus staatlichen Schulen aufgenommen. 1970 wurde auch eine weiterführende Schule für Mädchen in Motufoua eröffnet.
1974 stimmten die Bewohner der Ellice Islands für einen Status als separate British dependency Tuvalu und trennten sich damit auch von den Gilbertinseln, die als Kiribati selbstständig wurden. Im folgenden Jahr wurden die tuvaluer Schüler, die auf Tarawa zur Schule gegangen waren nach Motufoua verlegt. Ab 1975 verwaltete die Church of Tuvalu und die Regierung gemeinsam die Schule. Letztendlich ging die Schulverwaltung ganz an das Department of Education of Tuvalu über.

### Staatliche Schule

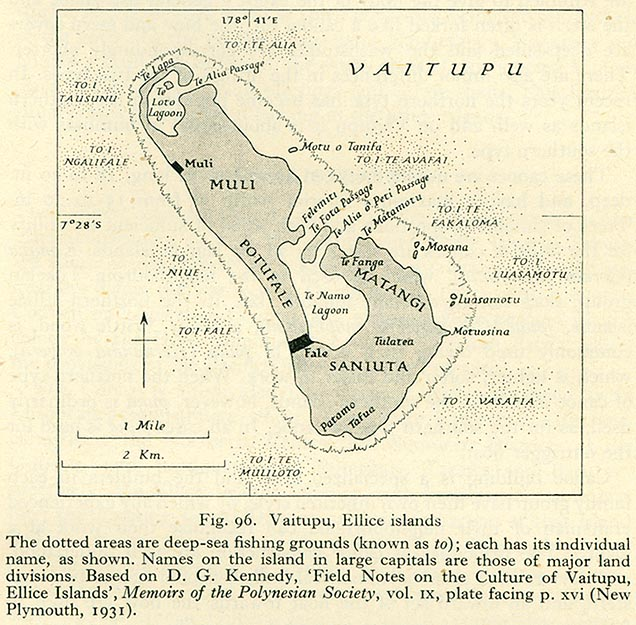
Motufoua Secondary School im Gebiet von Saniuta.

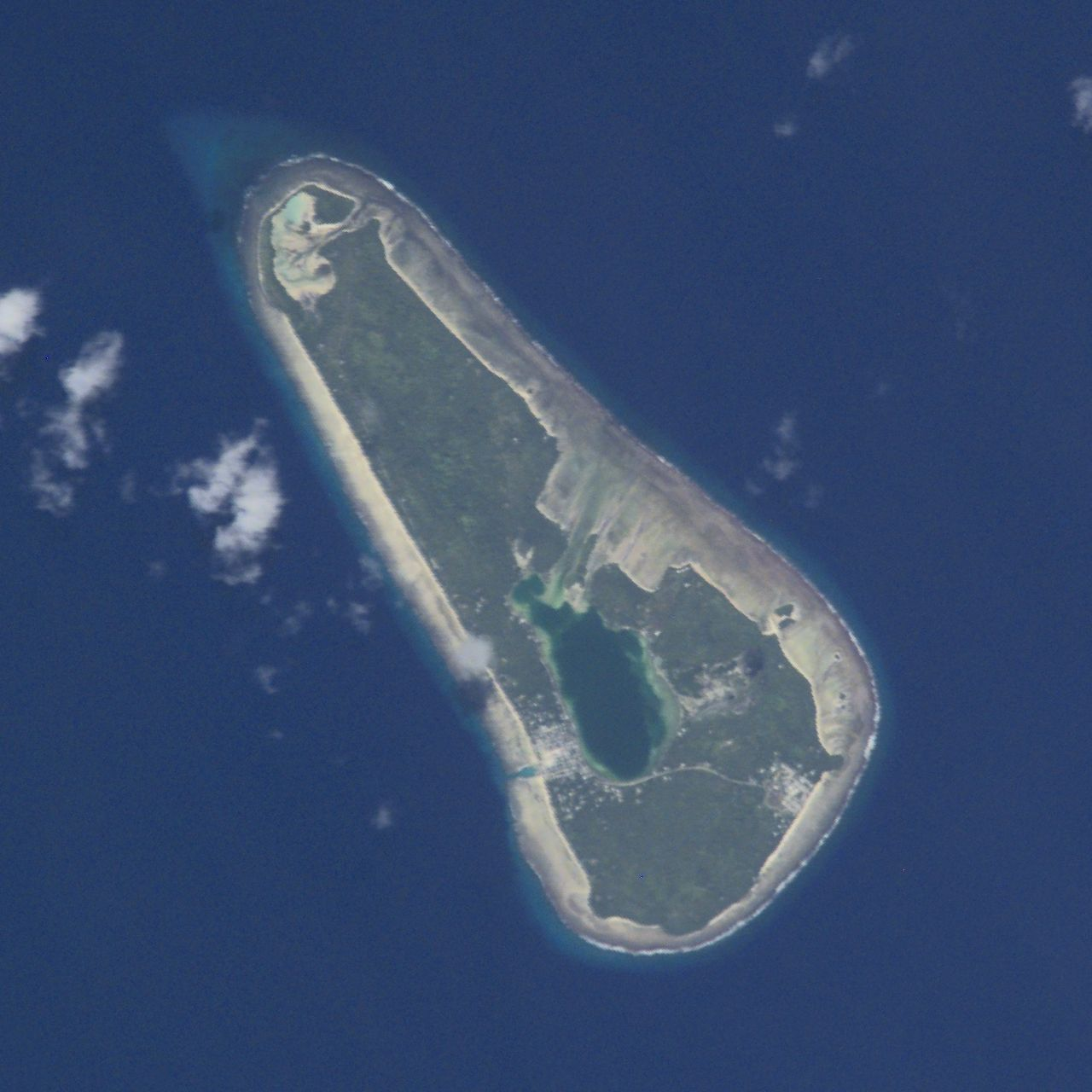
Vaitupu Island

Motufoua Secondary School wird mittlerweile durch die Regierung von Tuvalu geleitet. Die Verbindung mit der Church of Tuvalu wird aufrechterhalten, indem die Motufoua School Church in Benutzung bleibt, und, indem ein Chaplain Mitglied des Schulpersonals ist. Die Schüler besuchen Gottesdienste in der Motufoua School Church.
Die Schule feierte 2005 das 100-jährige Bestehen.

### Feuer
Internationales Aufsehen erregte die Schule im März 2000, als bei einem Feuer am 9. März in einem Wohnheim der Schule 18 Mädchen und eine Aufsichtsperson ums Leben kamen.
Später wurde ermittelt, dass das Feuer von einem Schüler ausgelöst wurde, der eine Kerze benutzte, um während der Nacht zu lesen.
Das traumatische Ereignis warf Fragen auf zur Feuersicherheit und zu Katastrophentraining und Sicherheitspraktiken in den Wohnheimen. Am Jahrestag im folgenden Jahr wurde ein Gedenkgottesdienst veranstaltet. Prominente Tuvaluer und Eltern der Opfer besuchten den Gottesdienst gemeinsam. Vom Tuvalu Philatelic Bureau wurde eine Gedenkbriefmarke herausgegeben.
Opetaia Foa’i von der Band Te Vaka schrieb dafür das Lied „Loimata E Maligi“ (lit. Lass die Tränen Fallen). 2016 wurde das Lied umgeschrieben als „An Innocent Warrior“ für den Walt-Disney-Film Vaiana.

### Entwicklung mit Hilfe Japans
Japan unterstützt die Motufoua Secondary School.
Bereits 1996 wurden mit Japanischer Unterstützung Klassenräume, Wohnheime, Mensa und Küche der Schule neu gebaut.
2011 bot Japan erneut Hilfsmittel durch das Grant Aid Scheme, woraufhin zwölf neue Klassenräume, Wohnheime und ein Gymnasium (Sporthalle) gebaut wurden. Diese Gebäude bieten auch Platz für die Verwaltung, Krankenzimmer und Bibliothek. Darüber hinaus wurden die alten Gebäude renoviert.

## Schul-Curriculum
Die Schule unterrichtet die Fächer Englisch, Mathematik, Chemie, Physik, Biologie, Landwirtschaft, Geschichte, Geographie, Buchführung, Wirtschaft, Design-Technologie, Holzbau, Hauswirtschaft, Computerwissenschaft und Handel.
Das Schüler-Lehrer-Verhältnis für die weiterführende Bildung ist 25:1 (2001/02). Motufoua bietet die Stufen 3‐6, und die Studenten bereiten sich im zehnten Schuljahr auf die Fiji Junior Certificate (FJC) vor, im elften Jahr auf das Tuvaluan Certificate und auf das Pacific Senior Secondary Certificate des SPBEA aus Fidschi im zwölften Jahr.
Schüler der 6. Stufe, die ihr Pacific Secondary School Certificate (PSSC) bestehen, können an dem Augmented Foundation Programme teilnehmen, welches durch die Regierung von Tuvalu gefördert wird. Dieses Programm ist verpflichtend für Studenten, die ihre Studien außerhalb von Tuvalu fortsetzen wollen und wird am Extension Centre der University of the South Pacific (USP) in Funafuti angeboten.
2009 wurde ein Ausbildungszug (vocational stream) im 12. Jahr eingeführt. Das Ausbildungsprogramm bietet praktisches Training für Schüler, die keine weiterführende Bildung anstreben.

### Bildungsziele
Motufoua Secondary School spielt eine zentrale Rolle in der Entwicklung von Tuvalu. Die Bildungsstrategie ist im nationalen Strategieplan Te Kakeega II festgelegt.
Dem Lehrpersonal gehören einheimische sowie ausländische Lehrer an. Die Schulvision besagt „Kultur, Glaube und Bildung sind die Grundlage“ (Culture, faith and education are the foundation).
Motufoua hat in beschränktem Umfang Bibliothekszugang und eine begrenzte Anzahl von Computern. 2011 bot die Schule erstmals einen Kurs in Computer-Techniken an. Bereits 2012 wurde das Certificate IV in Information Technology mit Hilfe eines Franchiseprogramms der Fiji National University angeboten.
Atufenua Maui und Lehrer aus Japan haben ein E-learning Pilot System für Motufoua eingeführt, welches das Modular Object Oriented Dynamic Learning Environment (Moodle) verwendet.

## Nachhaltigkeit
2010 wurde das größte Diesel-Photovoltaik-Hybrid-Elektrizitätssystem (PV) im Südpazifik ans der Schule installiert. Dieses System sorgt für Solarstrom am Tage und Strom durch einen Dieselgenerator bei Nacht. Dieses Hybridsystem ist ein Teil eines Regierungsprogramms zum Ausbau Erneuerbare Energien. Vorher gab es nur einen Dieselgenerator, der nur tagsüber betrieben wurde. Das neue spart Kraftstoff und bietet rund um die Uhr Energie mit bis zu 200 kW pro Tag.

## Persönlichkeiten
- Reverend Sir Filoimea Telito, GCMG, MBE, ehemaliger Lehrer in Motufoua. Nach dem Abschluss seiner theologischen Studien, arbeitete er in Motufoua als Pastor. Später wurde er Schulleiter (Principal) und von April 2005 bis März 2010 war er Governor-General of Tuvalu.[26]
- Siautele Lito, Schulleiter.
- Mosese G. Halofaki, Schulleiter aus Fidschi.[27]